# Xylotrechus difformis
Xylotrechus difformis là một loài bọ cánh cứng trong họ Cerambycidae.